# Cité interdite
Pour l’article homonyme, voir La Cité interdite.
Ne doit pas être confondu avec Cité impériale.
La Cité interdite (chinois : 紫禁城 ; pinyin : Zǐjìnchéng), généralement appelé par les Chinois le palais ancien (故宫, gùgōng), également appelé musée du palais (故宫博物院, gùgōng bówùyuàn) est le palais impérial au sein de la Cité impériale de Pékin dont la construction fut ordonnée par Yongle, troisième empereur de la dynastie Ming, et réalisée entre 1406 et 1420. Cet immense palais — il s'étend sur une superficie de 72 hectares — fait partie des palais les plus anciens et les mieux conservés de Chine. De nos jours, il est le musée du palais impérial, qui conserve les trésors impériaux de la civilisation chinoise ancienne et de très nombreuses œuvres d'art chinois de première importance : peintures, bronzes, céramiques, instruments de musique, laques, etc.

## Noms
Ce site monumental a plusieurs dénominations :
- son nom complet est la « Cité pourpre interdite » (traduction du chinois zǐjìn Chéng, 紫禁城), en référence à l'étoile nommée Zǐwēi Xīng (紫微星, la « petite étoile violette ») dans l'astronomie chinoise, c'est-à-dire l'étoile polaire de l'astronomie occidentale. En effet, comme le palais impérial se trouve au centre de Pékin et représentait le centre administratif de l'État, on lui donna un nom évoquant l'étoile qui est au centre de la rotation du ciel ;
- le nom le plus courant à l'étranger est « Cité interdite », qui vient du fait qu'en tant que résidence des empereurs chinois, de leurs familles et de ceux qui étaient à leur service, son accès était interdit au peuple ;
- en Chine actuellement, ce site est le plus souvent appelé Gùgōng (故宫), ce qui signifie « l'ancien palais »[1] ;
- le musée qui est abrité dans la « Cité interdite », ou musée du palais impérial, abrite plusieurs musées dont un musée de céramique et une pinacothèque ; il reste traditionnellement dénommé « musée du palais »[réf. souhaitée].

## Description
| A. Porte du Midi B. Porte de la Prouesse Divine C. Porte de la Gloire occidentale D. Porte de la Gloire orientale E. Tours d'angle F. Porte de l'Harmonie Suprême G. Pavillon de l'Harmonie Suprême | H. Pavillon de la Prouesse Militaire J. Pavillon de la Gloire Littéraire K. Trois places du Sud L. Pavillon de la Pureté Céleste M. Jardin impérial N. Pavillon de la Nourriture de l'Esprit O. Pavillon de la Longévité Tranquille |

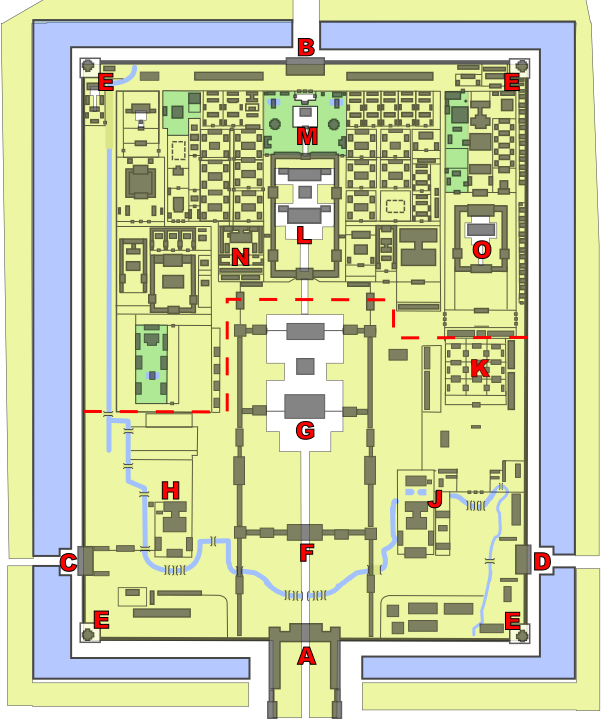
Plan de la Cité interdite. Les lettres en rouge sont utilisées pour localiser les principaux bâtiments.
----
' Ligne de séparation approximative entre les cours intérieure (au nord) et extérieure (au sud).
----
A. Porte du Midi
B. Porte de la Prouesse Divine
C. Porte de la Gloire occidentale
D. Porte de la Gloire orientale
E. Tours d'angle
F. Porte de l'Harmonie Suprême
G. Pavillon de l'Harmonie Suprême
H. Pavillon de la Prouesse Militaire
J. Pavillon de la Gloire Littéraire
K. Trois places du Sud
L. Pavillon de la Pureté Céleste
M. Jardin impérial
N. Pavillon de la Nourriture de l'Esprit
O. Pavillon de la Longévité Tranquille

Depuis le début du XVe siècle, le cœur de Pékin se trouve aux alentours de la Cité interdite, aussi appelée Palais impérial des Ming et des Qing. Il s'agit du plus vaste complexe architectural de Chine : une véritable ville dans la Cité impériale, dans laquelle l'empereur de Chine et son entourage étaient quasiment assignés à résidence, ne sortant de l'enceinte qu'en de très rares occasions.
Elle couvre un quadrilatère de 72 ha dont 50 ha de jardins, s'étendant sur 960 m de long du nord au sud, et de 750 m de large d'est en ouest, entourée d'une muraille de 10 m de haut sur 6 m de large, elle-même cernée d'une douve large de 52 mètres, à laquelle on accède par quatre portes. La porte méridionale, Wu men, édifiée en 1420, reconstruite en 1647, restaurée en 1801, la plus imposante des portes du palais, se compose d'un bâtiment central à deux étages et neuf entrecolonnements en façade (L. 126 m).
La cité compte selon la légende, 9 999 pièces (en réalité, 8 704, d'après une étude menée en 1973). Le chiffre de 9 999, s'explique par le fait que, selon la tradition, seules leurs divinités avaient le droit de construire un palais comprenant 10 000 pièces. Les hommes, de ce fait, essayaient ainsi de se rapprocher aussi près que possible de leur idéal de perfection. Dans la culture chinoise, le chiffre 9 est symbole de longévité, et le nombre 10 000 représente symboliquement « une infinité dénombrable ».
La construction de la Cité interdite a duré 14 ans et plus d'un million d'ouvriers  y auraient travaillé. Un premier palais était achevé en 1420 mais brûla en 1421. Entre 1420 et 1911, un total de 24 empereurs y ont résidé. Avant 1924, année où elle a été ouverte au public, personne d'autre que l'empereur et sa cour n'avait le droit de s'en approcher ni même de la regarder. Aujourd'hui, la Cité interdite est l'un des sites les plus visités en Chine et il abrite le plus grand musée de Chine, le musée national du Vieux Palais ou musée du palais impérial, qui possède plus d'un million d'œuvres.
Les parties construites ont divisé la Cité interdite en deux parties composées sur un axe de symétrie. Ces deux espaces, l'un tourné vers la vie publique et l'autre centré sur la vie privée, font du Palais un monumental siheyuan :
- La cour extérieure (partie sud), constituait la partie officielle de la cité, où le souverain recevait ses ministres et présidait les grandes cérémonies officielles. Elle abrite notamment : le « pavillon de l’Harmonie suprême »[N 1] (Taihe), le « pavillon de l’Harmonie parfaite » (Zhonghe) et le « pavillon de l’Harmonie préservée » (Baohe), ainsi que les bâtiments latéraux principaux, dont le « pavillon de la Gloire littéraire » (Wenhua) et le « pavillon des Prouesses militaires » (Wuying). Ce dernier bâtiment[N 2] expose des peintures, par roulement.   
   La cour extérieure est parcourue d'ouest en est par une rivière artificielle dénommée Jinshui He (c'est-à-dire : la « rivière aux eaux d'or ») provenant d'une dérivation des douves et servant aussi bien de décoration que de réservoir d'eau en cas d'incendie. Elle sert de dernier rempart symbolique protégeant la salle de l'Harmonie suprême.
- La cour intérieure (partie nord), formait la partie privée, et servait donc aussi bien de cabinet de travail pour l’empereur, que d’appartements à la famille impériale et aux concubines. Elle comprend surtout le « pavillon de la Pureté céleste » (Qianqing), le « pavillon de l’Union » (Jiaotai) et le « pavillon de la Tranquillité terrestre » (Kunning), qui sont entourés respectivement par les « six pavillons de l’Est » et les « six pavillons de l’Ouest ».

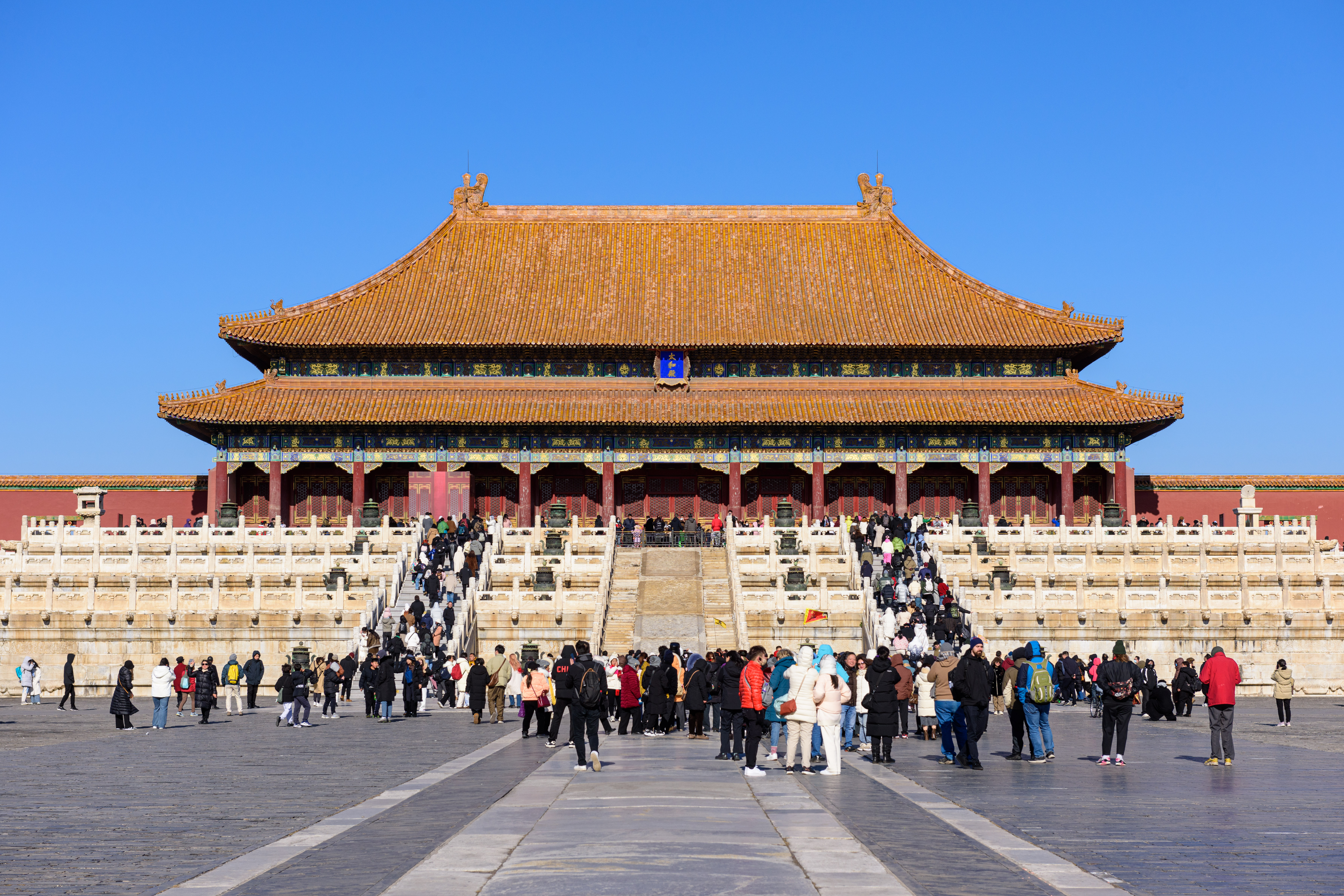
Cité interdite : Porte de l'Harmonie Suprême.

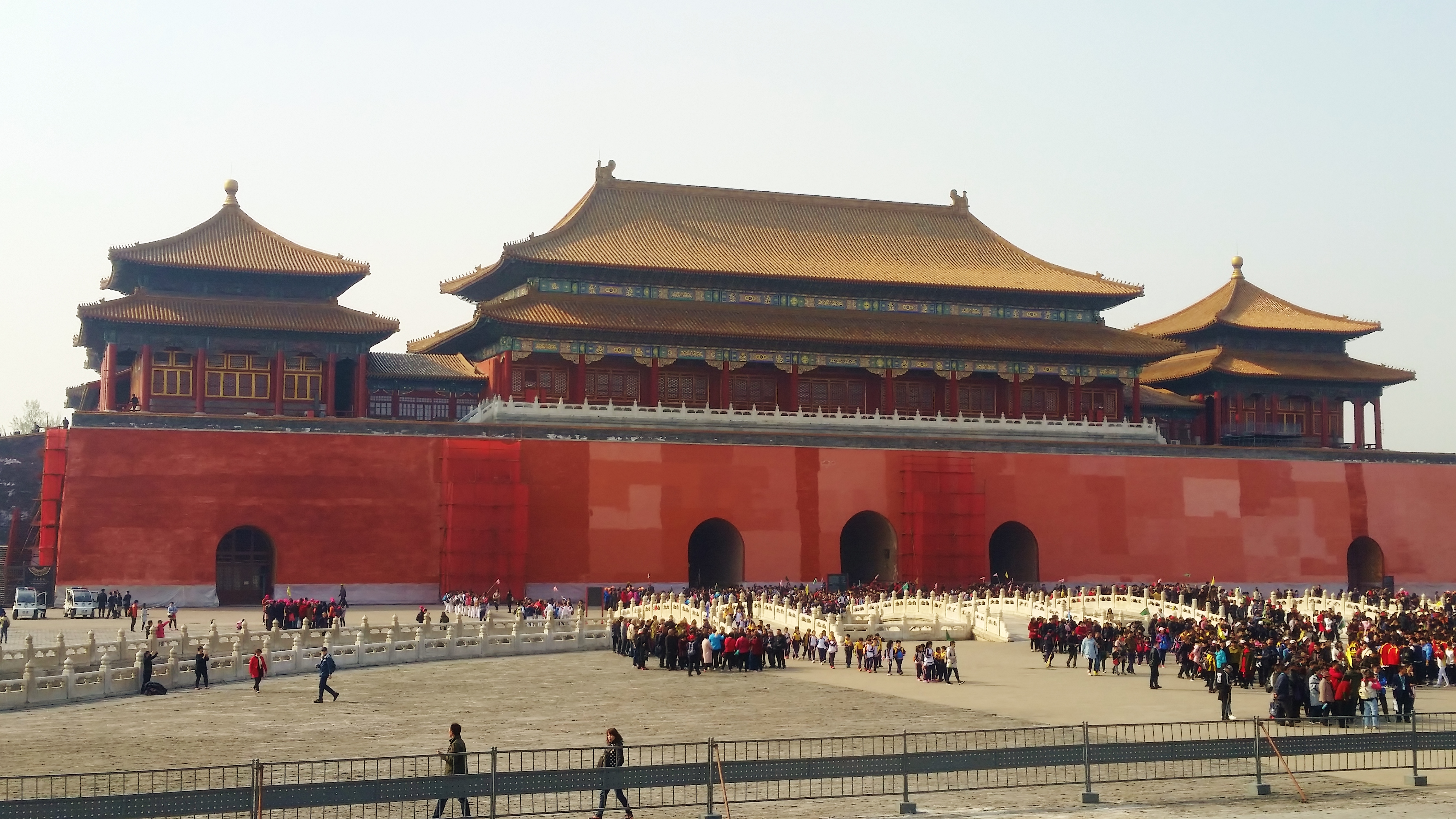
Cité interdite : Porte du Midi, vue de la Cour intérieure.

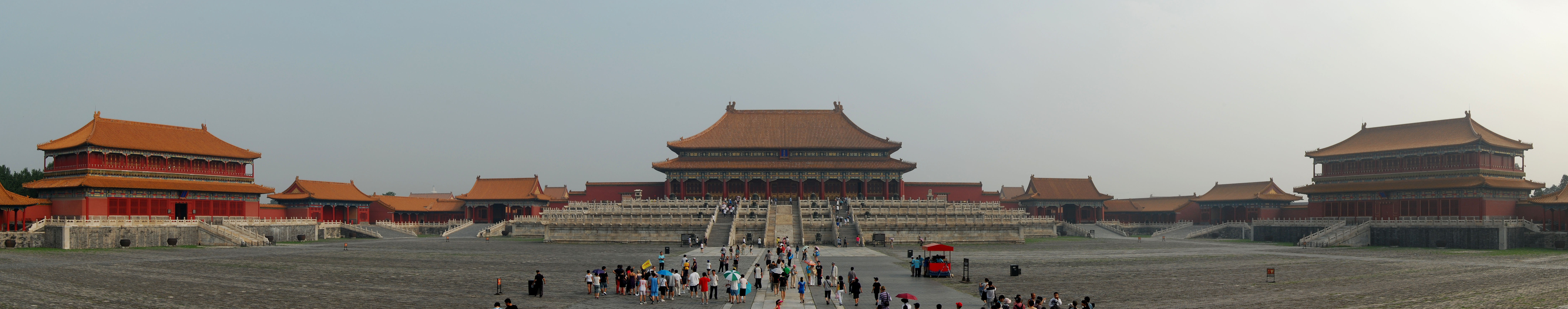
Vue panoramique de la cour intérieure.

## Environnement
La Cité interdite est entourée des jardins impériaux.
À l'ouest, se trouve le Zhongnanhai, un parc contenant deux lacs autour desquels se trouve, depuis 1949, le siège du gouvernement de la république populaire de Chine et du Parti communiste chinois. Au nord-ouest, se trouve le parc Beihai, un parc très populaire contenant lui aussi un lac. Au nord, se trouve le parc Jingshan (la « colline de Charbon »), où s'est pendu en 1644 le dernier empereur Ming, Ming Chongzhen.
Au sud de la Cité interdite, s'étend l'immense place Tian'anmen, au centre de laquelle se trouve le mausolée de Mao Zedong.

## Histoire

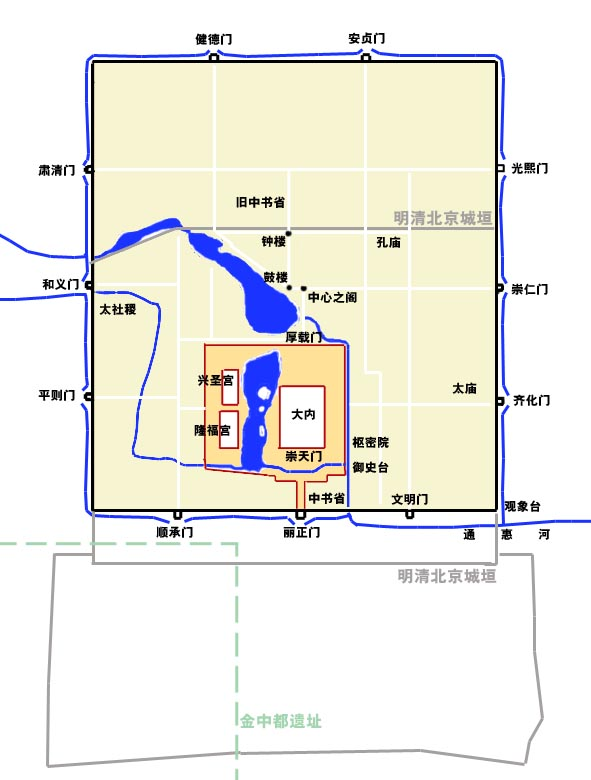
Dadu ou Khanbalik sous la dynastie Yuan.

Zhongdu, appelé aujourd'hui Pékin, était la capitale de la dynastie Jin (1115-1234), des Toungouses Jurchen qui furent également appelés Mandchous sous la dynastie Qing. Le Mongol Kubilai Khan, petit-fils de Gengis Khan, fonda la dynastie Yuan dans cette ville renommée Dadu, puis Khanbalik. Il place sa cité impériale à l'emplacement actuel de la Cité interdite.

### Construction (1406-1420)
Quand la dynastie Ming lui succéda, Hongwu, le premier empereur, transféra la capitale à Nankin en 1369, et ordonna que la cité mongole soit rasée. Son fils Zhu Di fut nommé Prince de Yan, et s’établit à Beiping. Un palais princier fut construit dans cette ville. En 1402, Zhu Di renversa son neveu Jianwen et devint empereur sous le nom de Yongle. La capitale retourna à Beiping.
La construction de la Cité interdite commença en 1406, sur les plans d'un architecte en chef nommé Cai Xin et d'un eunuque annamite nommé Ruan An, assistés des ingénieurs en chef que furent Kuai Xiang et Lu Xiang. Les travaux durèrent 14 années et mobilisèrent environ un million d'ouvriers. L’axe principal du nouveau palais est tracé à l’est de l’ancien palais des Yuan, dans l’intention de « tuer » l’ancien emplacement à l’ouest, selon les principes feng shui. De même, la terre issue de l’excavation des douves a été amassée au nord du palais pour créer une colline artificielle, la colline du parc Jingshan (appelée colline de Charbon en raison de la noirceur de la terre extraite), protégeant le palais de la mauvaise influence du nord.

### Dynasties Ming et Qing (1420-1912)

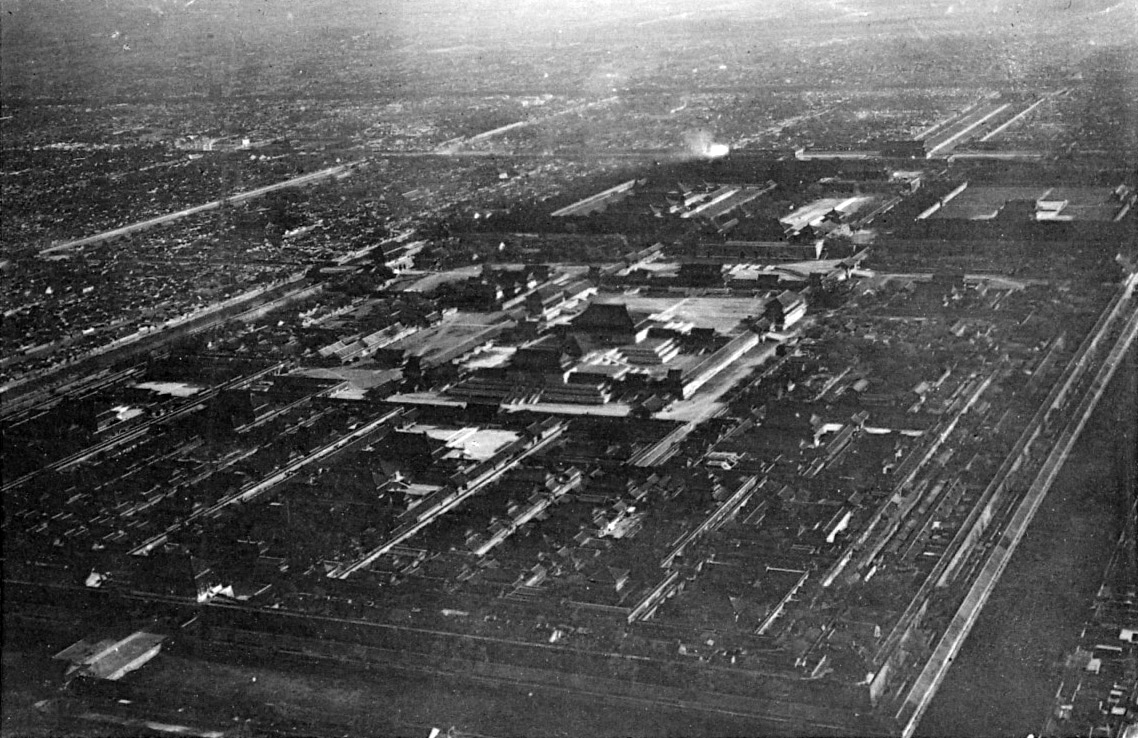
Cité interdite (1900-1901)

De son inauguration en 1420 à 1644, elle fut le siège de quatorze empereurs de la dynastie Ming. En 1644, quand elle fut envahie par Li Zicheng qui menait la révolte paysanne, l’empereur Chongzhen se pendit sur la colline Jingshan. Avec lui, disparaissait la dynastie des Ming.
La dynastie suivante, les Qing, s’établit également dans la Cité interdite, rompant avec la tradition qui voulait qu’une nouvelle dynastie s’installe dans un nouveau palais. Dix empereurs Qing vont se succéder à la Cité interdite de 1644 à 1912.
En 1860, durant la seconde guerre de l'opium, l'empereur Xianfeng (avec notamment une de ses concubines Cixi) doit quitter la Cité interdite pour sa lointaine (170 km au nord-est de Pékin) résidence de montagne de Chengde. Les forces franco-britanniques envahirent alors et saccagèrent l'ancien palais d'été (à 12 km au nord-ouest de la Cité interdite) qui était la résidence habituelle des empereurs (la Cité interdite étant surtout réservée aux cérémonies officielles). Elles occupèrent ce palais jusqu'à la fin du conflit. Du 28 octobre 1900 au 3 janvier 1902, l'impératrice douairière Cixi doit de nouveau quitter la Cité interdite à cause de la révolte des Boxers.
Après avoir été la résidence de vingt-quatre empereurs — quatorze de la dynastie Ming et dix de la dynastie Qing — la Cité interdite cessa d’être le centre politique de la Chine après l’abdication de Puyi, le dernier empereur de Chine, le 12 février 1912.

### Après la révolution
Selon les huit « Articles veillant au traitement favorable de l'Empereur après son abdication », arrangement conclu entre la maison impériale Qing et le gouvernement de la nouvelle république de Chine, Puyi était autorisé à — et même de fait obligé de — vivre dans les murs de la Cité interdite, lui et sa famille gardant l’usage de la « cour intérieure », tandis que la « cour extérieure » revenait aux autorités républicaines. Puyi y résida jusqu’en 1924, quand Feng Yuxiang prit le contrôle de Pékin après son coup d’État. Dénonçant l’accord pris avec la maison impériale Qing, Feng expulsa Puyi.
Ayant été le séjour des empereurs durant plus de cinq siècles, la Cité interdite regorgeait de trésors inestimables et de pièces d’une grande rareté. Cette collection fut cataloguée et exposée au public au sein d'un musée.
Cependant, à la suite de l’invasion de la Chine par le Japon, la sécurité de ces trésors nationaux a été compromise, et ils furent évacués de la Cité interdite. Après avoir été déplacés de place en place sur le territoire chinois pendant plusieurs années, Tchang Kaï-chek décida en 1947 de transférer à Taïwan un grand nombre de ces objets ainsi que ceux du musée national de Nankin. Ces trésors ont formé le cœur du musée national du Palais à Taipei. La nécessité de ce transfert fut très controversée durant cette période de guerre civile, mais aura peut-être permis de sauvegarder une partie du patrimoine national lors de la révolution culturelle qui sera déclenchée en 1966.
C'est depuis le balcon surplombant Tian'anmen, la « porte de la Paix céleste », donnant accès tant à la Cité impériale qu'à la Cité interdite, que Mao Zedong a proclamé la république populaire de Chine le 1er octobre 1949.

### Révolution culturelle (1966-1976)
Durant la révolution culturelle, le Premier ministre Zhou Enlai eut vent que les gardes rouges avaient prévu d’entrer dans la Cité interdite. Sachant comment les gardes rouges avaient agi avec d’autres monuments historiques, Zhou ordonna que les portes soient fermées et fit garder le palais par l'armée.

### De nos jours
La Cité interdite a été profondément rénovée et les travaux continuent sans interruption. Les autorités ont veillé à préserver le palais d'une commercialisation trop voyante, limitant le commerce privé à la vente de souvenirs et la restauration légère dans des espaces ménagés à l'intérieur des bâtiments ; un café à l’enseigne Starbucks a pu s’y établir en 2000, déclenchant plus tard une controverse qui l'amènera finalement à fermer ses portes en 2007.
En 2006-2007, dans le cadre de l'accueil des Jeux olympiques de Pékin 2008, le gouvernement chinois a fait appel à un expert bois, Jean-Luc Sandoz, dans le but d’expertiser les structures de bois du Pavillon de l’Empereur de la Cité interdite,. Ce pavillon a été restauré intégralement et rouvert à l'occasion des Jeux olympiques d'été 2008.
La Cité interdite a été inscrite au patrimoine mondial de l'humanité en 1987 par l'UNESCO. C'est aussi la plus grande collection de constructions en bois au monde.
Une exposition lui a été consacrée au Louvre  avec une étude parallèle des empereurs de Chine et des rois de France, sous la direction de JP Desroches en 2011 .

## Dans la culture populaire
- Jean-Michel Jarre y donna un concert le 10 octobre 2004 ainsi que sur la place Tian'anmen, pour l'année de la France en Chine.
- Forbidden City (en français « La Cité interdite ») est le titre d'un morceau instrumental de l'album Dragon's Kiss du guitariste Marty Friedman.

Les films suivants se déroulent (partiellement) dans la Cité interdite :
- Le Dernier Empereur (1987) ;
- Tanguy (2001) ;
- La Cité interdite (2006) ;
- Les Seigneurs de la guerre (2007) ;
- Karate Kid (2010) ;
- Le Portrait interdit  (2017).

Dans le jeu vidéo Les Sims 3 : Destination Aventure, le joueur peut visiter la Cité interdite.
Le jeu vidéo Chine : Intrigue dans la Cité interdite s'y déroule intégralement.
La Cité interdite peut être construite comme merveille mondiale dans plusieurs opus de la franchise de jeux vidéo Sid Meier's Civilization (Civilization III, Civilization IV, Civilization V, Civilization VI, Civilization : Call to power et Call to power II).
Une réplique à l'échelle 1/1 de la cité interdite a été construite dans les studios de cinéma chinois Hengdian World Studios.

## Photographies

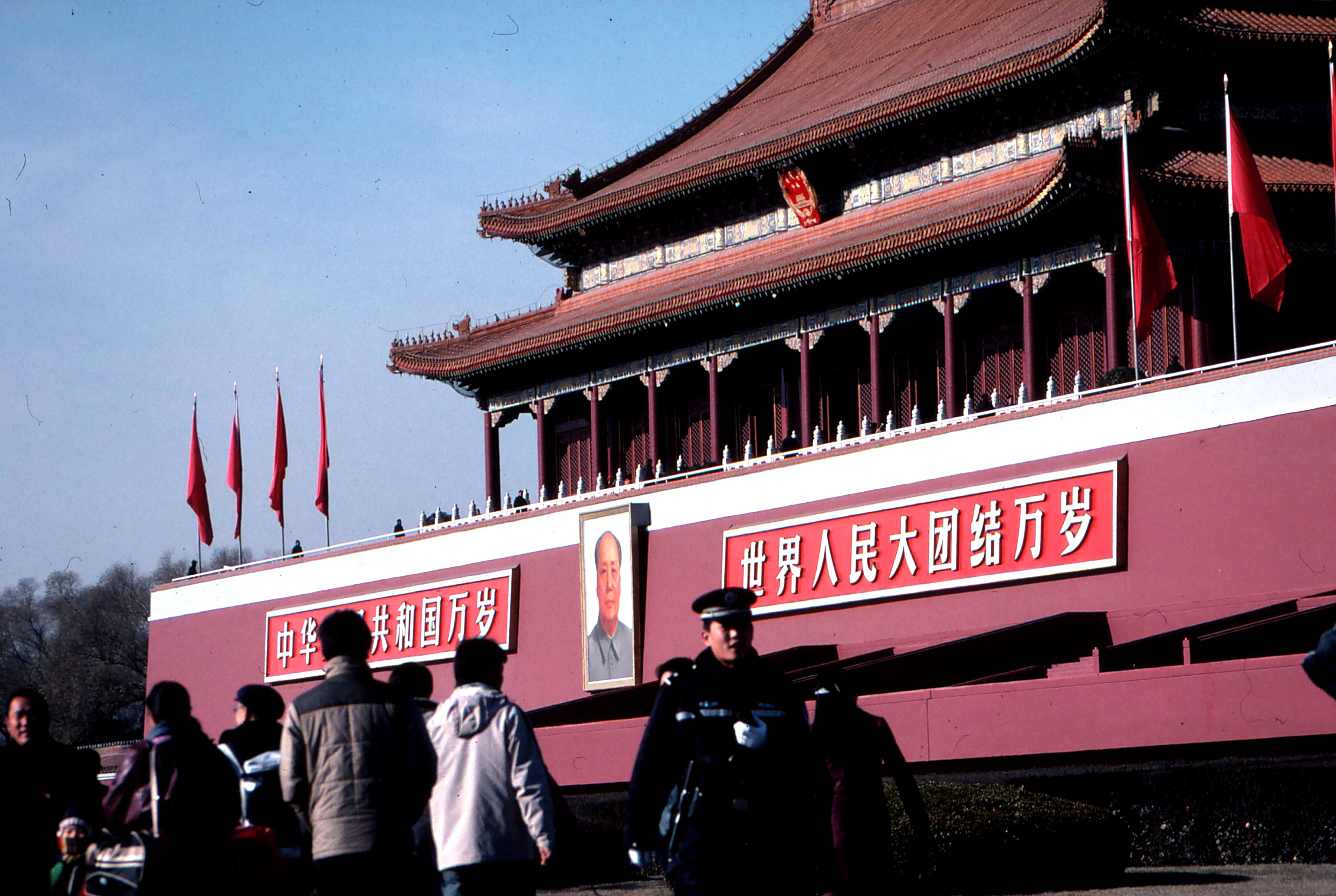
L'entrée de la Cité interdite, place Tian'anmen.
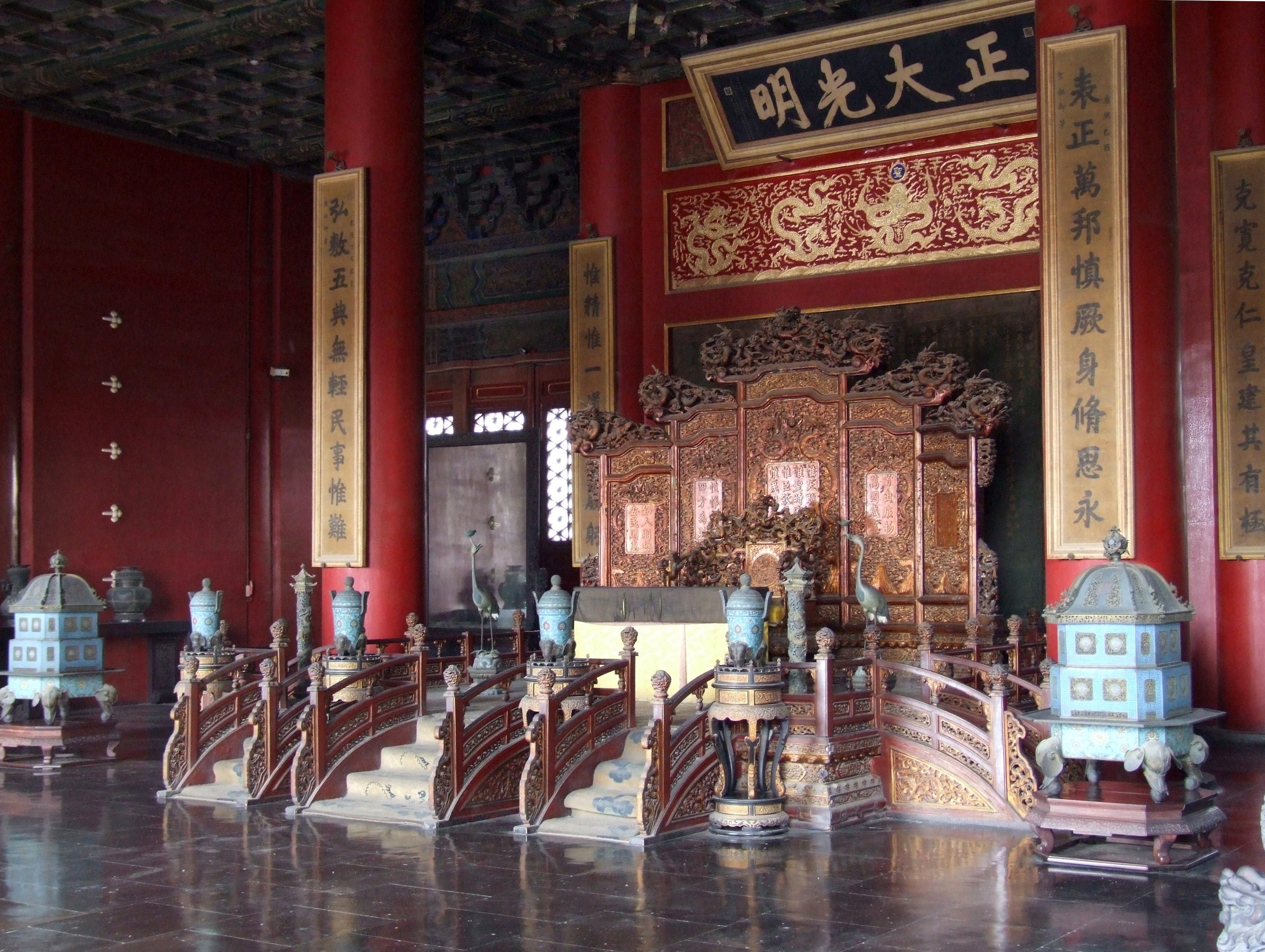
Trône impérial dans le palais de la Pureté céleste.
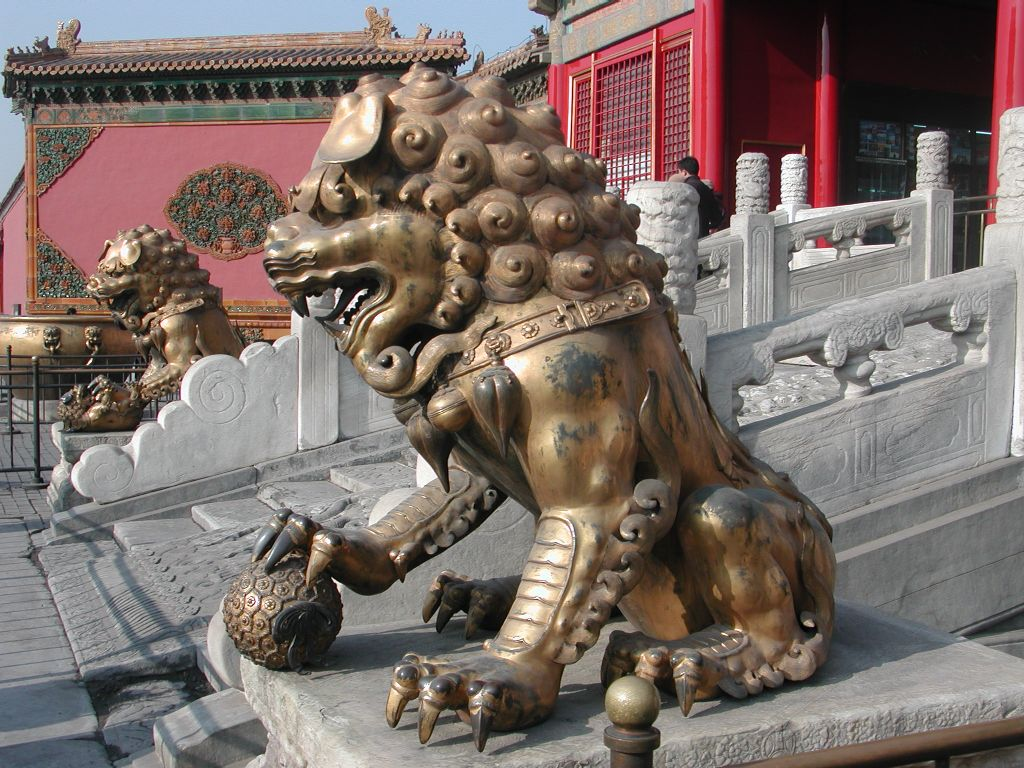
Lions de bronze.
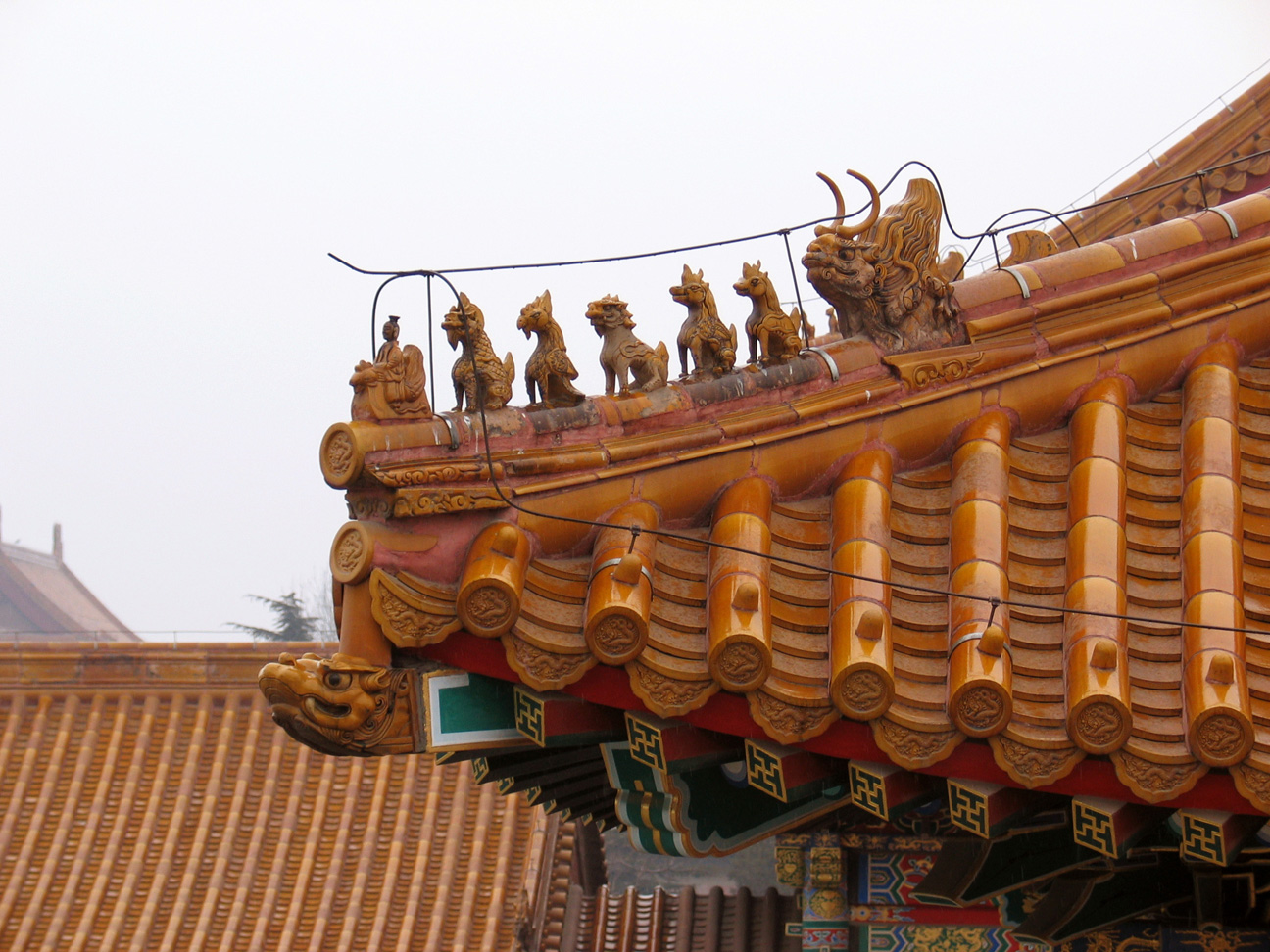
Décorations de toiture en terre cuite.
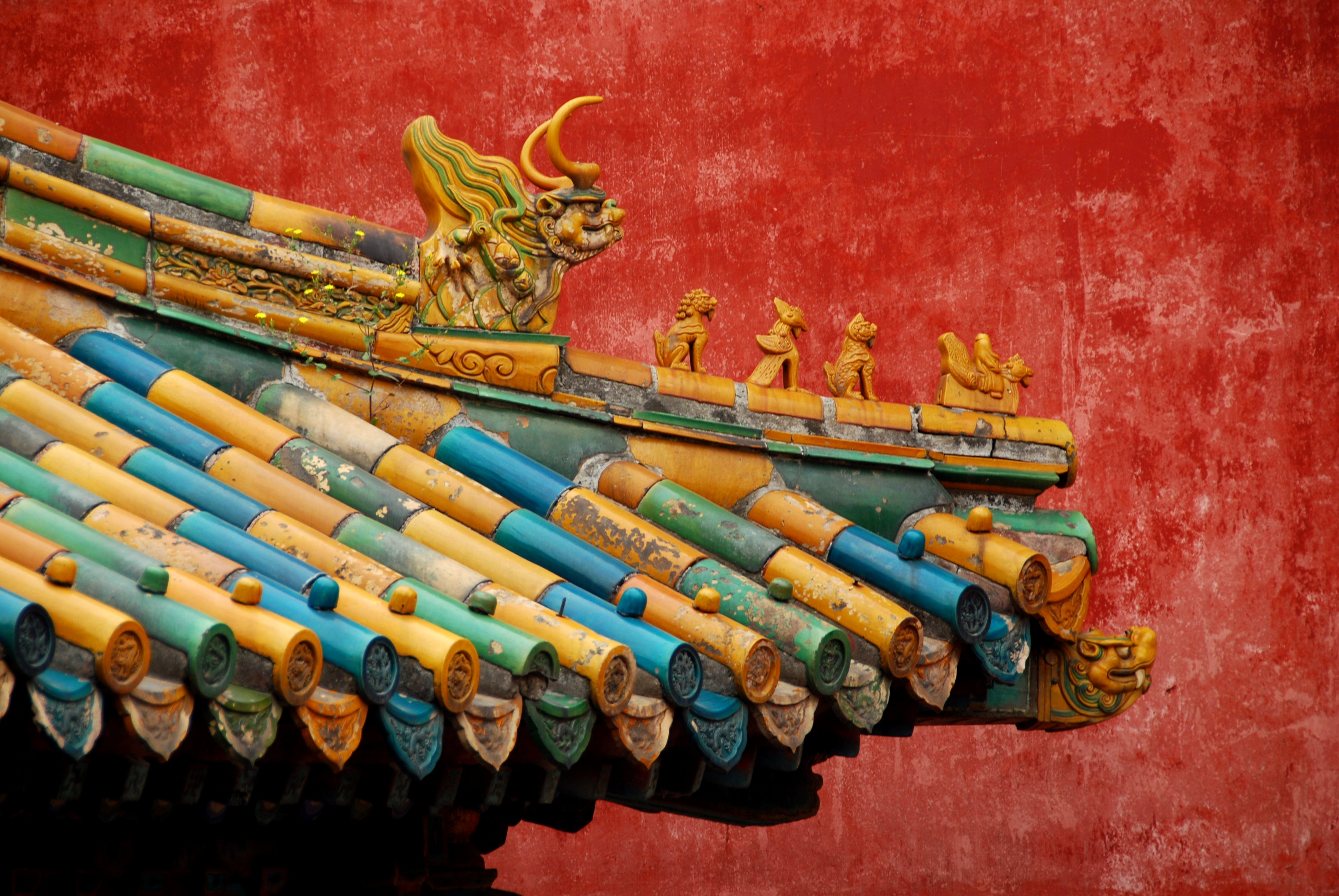
Détail des couleurs d'un toit et d'un mur refait en 2008.
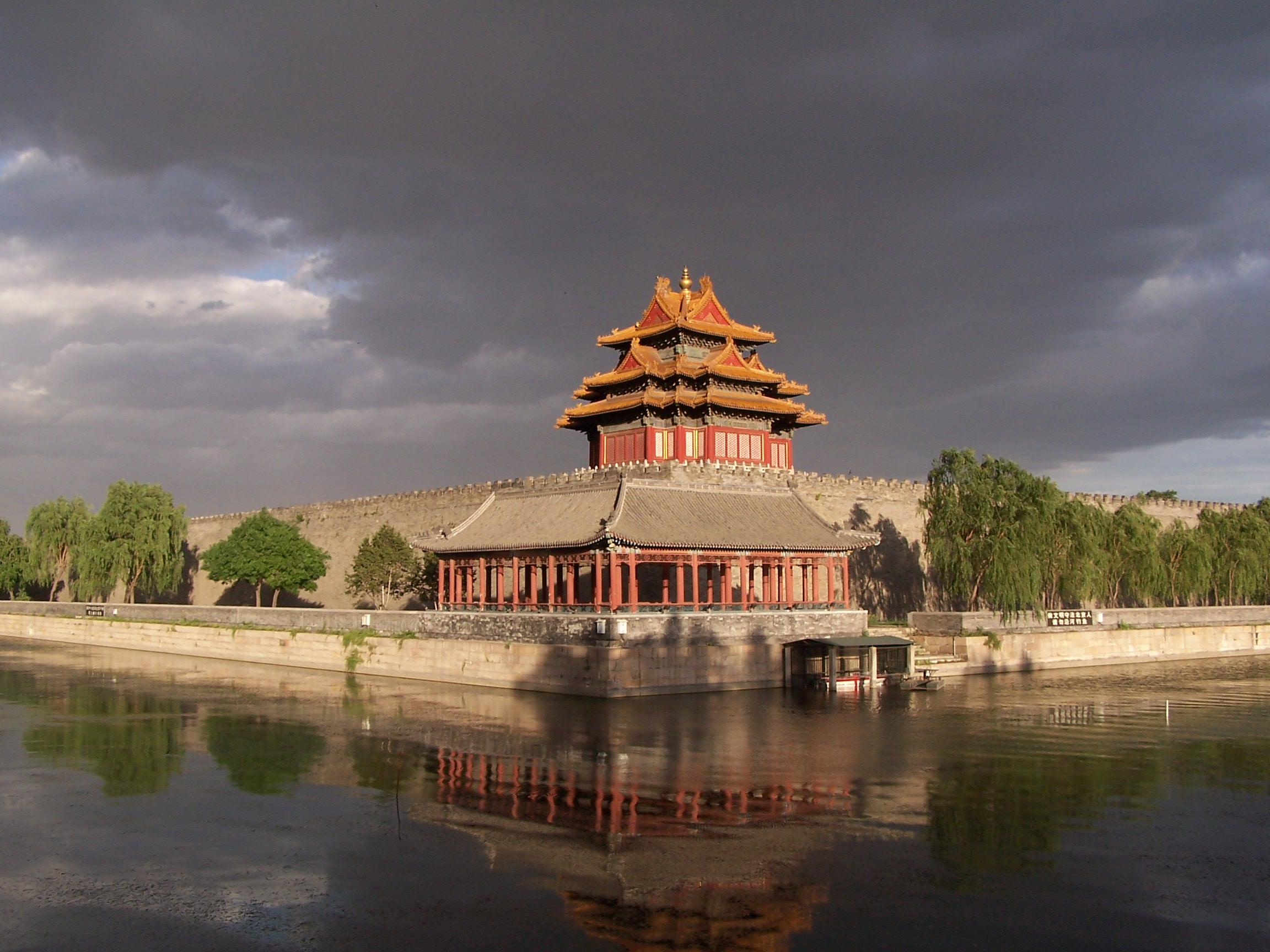
La tour d'angle nord-ouest et les douves.
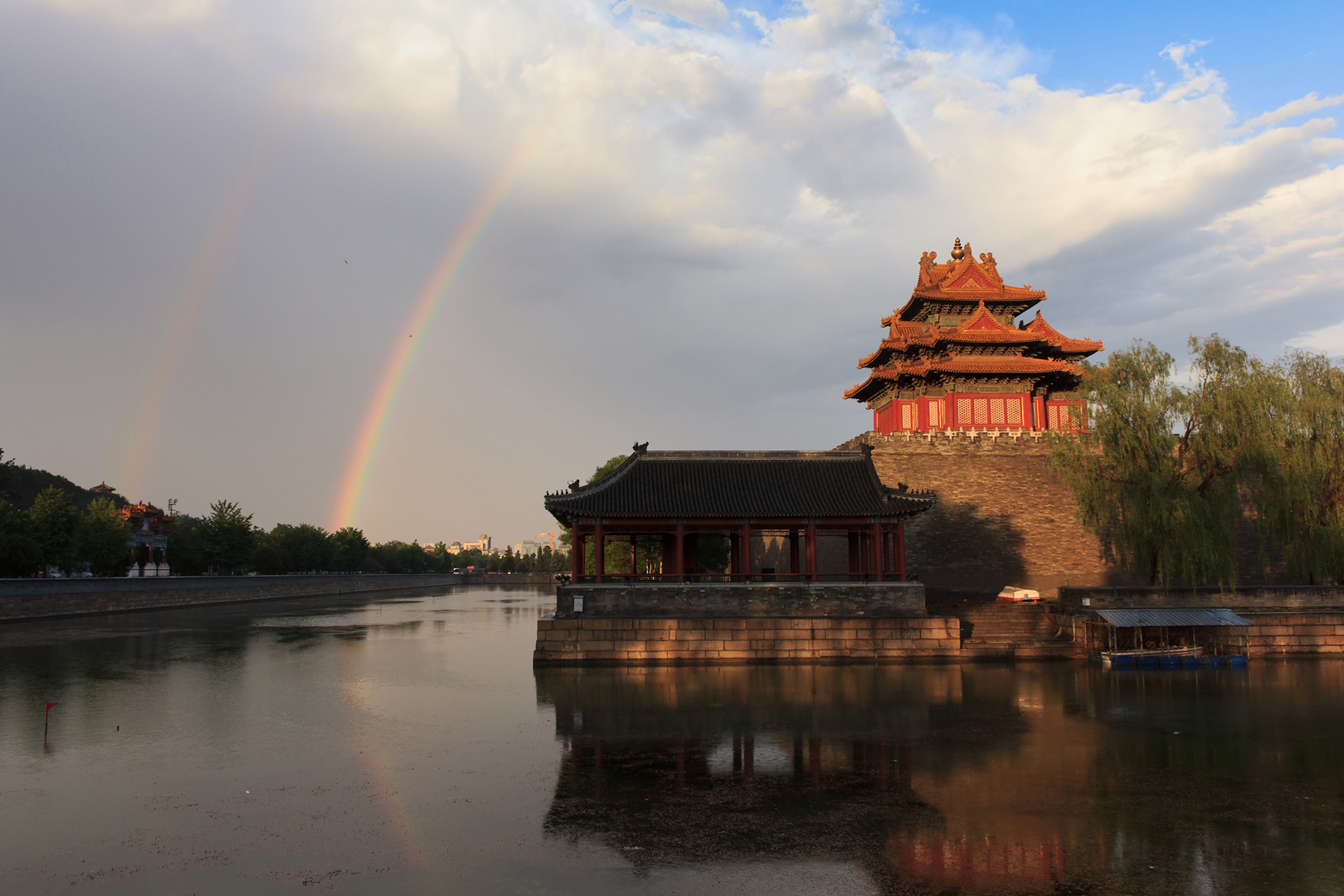
La tour d'angle nord-ouest avec un arc-en-ciel secondaire.